# Botnafjorden
Botnafjorden er en fjord i Flora kommune i Vestland fylke i Norge.  Den ligger på nordsiden af Florø og er  en fortsættelse af Årebrotsfjorden som ligger længere mod  vest og strækker sig omtrent 3 kilometer østover hvor den deler sig i to. Den sydlige del fortsætter som Klavfjorden, mens den nordlige del fortsætter som Norddalsfjorden.
Fjorden har indløb mellem holmen Skutelen i nord og Haustholmen  mod syd. I øst ender fjorden ved Storeneset på Grønenga. Brandsøy ligger på sydsiden af fjorden. På nordsiden af fjorden ligger Store Terøya og Lille Terøya.